# Катет
Катет — одна из двух сторон прямоугольного треугольника, образующих прямой угол. Противолежащая прямому углу сторона называется гипотенузой. (Для непрямоугольного треугольника понятия катетов и гипотенузы не определены.)
Название «катет» происходит от греческого káthetos — перпендикуляр, опущенный, отвесный. Название также встречается в архитектуре и означает отвес через середину задка ионической капители.
С катетами связаны тригонометрические функции острого угла α:
- синус α — отношение катета, противолежащего углу α, к гипотенузе.
- косинус α — отношение катета, прилежащего углу α, к гипотенузе.
- тангенс α — отношение катета, противолежащего углу α, к катету, прилежащему углу α.
- котангенс α — отношение катета, прилежащего углу α, к катету, противолежащему углу α.
- секанс α — отношение гипотенузы к катету, прилежащему углу α.
- косеканс α — отношение гипотенузы к катету, противолежащему углу α.

## Вычисление длины катета
Длина катета может быть найдена с помощью теоремы Пифагора, которая утверждает, что квадрат длины гипотенузы равен сумме квадратов длин катетов:
{\displaystyle c^{2}=a^{2}+b^{2}}
Длина катета равна произведению длины гипотенузы и косинуса прилежащего угла:
{\displaystyle a=c\cos \beta }
{\displaystyle b=c\cos \alpha }
Длина катета равна произведению длины гипотенузы и синуса противолежащего угла:
{\displaystyle a=c\sin \alpha }
{\displaystyle b=c\sin \beta }
Длина катета равна произведению длины другого катета и тангенса противолежащего угла, относительно искомого катета:
{\displaystyle a=b\tan \alpha }
{\displaystyle b=a\tan \beta }
Длина катета равна произведению длины другого катета и котангенса прилежащего угла, относительно искомого катета.
Длина катета равна среднему геометрическому длины гипотенузы и длины проекции этого катета на гипотенузу:
{\displaystyle a={\sqrt {a_{c}c}}}
{\displaystyle b={\sqrt {b_{c}c}}}
Квадрат высоты, выходящей из прямого угла, равен произведению проекций катетов на гипотенузу:
{\displaystyle h^{2}=a_{c}b_{c}}
Где
{\displaystyle a,b} — катеты
{\displaystyle c} — гипотенуза
{\displaystyle \alpha } — угол, противолежащий a
{\displaystyle \beta } — угол, противолежащий b
{\displaystyle a_{c},b_{c}} — проекции катетов a и b на гипотенузу.
С катетами совпадают две из трёх высоты прямоугольного треугольника.
По катету и гипотенузе или по двум катетам можно судить о равенстве двух прямоугольных треугольников.
Вращая прямоугольный треугольник вокруг катета можно получить прямой круговой конус.